# Giovanni Vincenzo Gonzaga

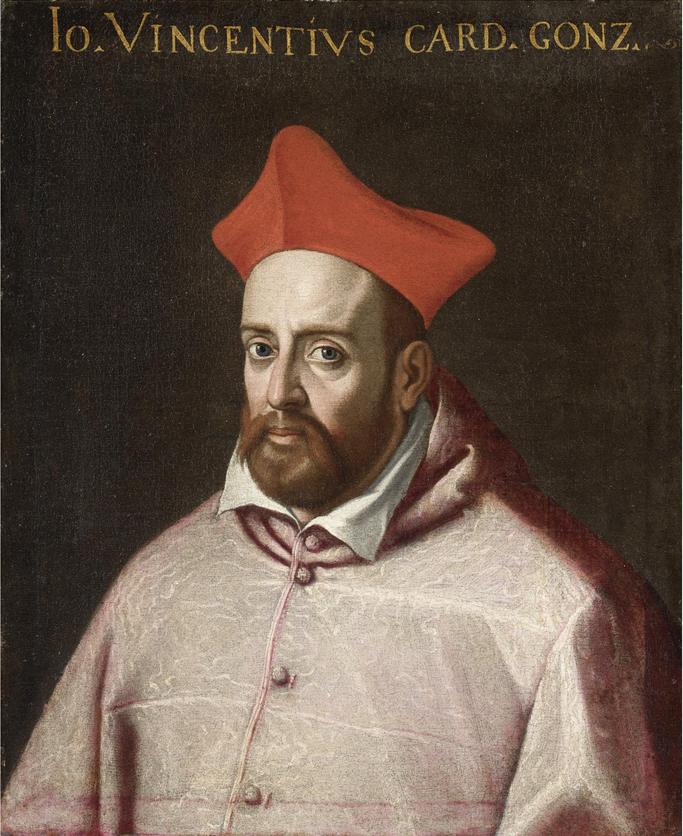
Giovanni Vincenzo Kardinal Gonzaga (Porträt in Öl, 16. Jh.)

Giovanni Vincenzo Gonzaga OSIoHieros (* 8. Dezember 1540 in Palermo; † 23. Dezember 1591 in Rom) war der Sohn des Grafen Ferrante I. Gonzaga von Guastalla und seit 1578 Kardinal.

## Leben
Seine Mutter war Isabella von Capua († 17. September 1559), eine Tochter des Fürsten Ferdinand von Molfetta. Sein Bruder war der Kardinal Francesco II. Gonzaga und sein Onkel Ercole Gonzaga.
Giovanni Vincenzo war Ritter des Malteserordens und Prior von Barletta.
Papst Gregor XIII. kreierte Gonzaga im Konsistorium vom 21. Februar 1578 zum Kardinal und ernannte ihn im November desselben Jahres zum Kardinaldiakon von San Giorgio in Velabro, ab 1583 von Santa Maria in Cosmedin. 1585 wurde er unter Beibehaltung der pro illa vice zur Titelkirche erhobenen Titeldiakonie zum Kardinalpriester ernannt.
Am 7. August 1587 wurde er von Papst Sixtus V. zum Kardinalpriester der Titelkirche San Alessio ernannt.
Kardinal Gonzaga war Teilnehmer der Konklaven von 1585, September 1590, Oktober/Dezember 1590 und 1591.
Giovanni Vincenzo Gonzaga starb in Rom und wurde in der dortigen Kirche San Alessio beigesetzt.